# Tanner
Tanner és una concentració de població designada pel cens dels Estats Units a l'estat de Washington. Segons el cens del 2010 tenia 1.018 habitants.

## Poblacions més properes
El següent diagrama mostra les poblacions més properes.